# Zwangsumsiedlung von Polen aus den ehemaligen polnischen Ostgebieten 1944–1946

Westverschiebung Polens nach dem Zweiten Weltkrieg

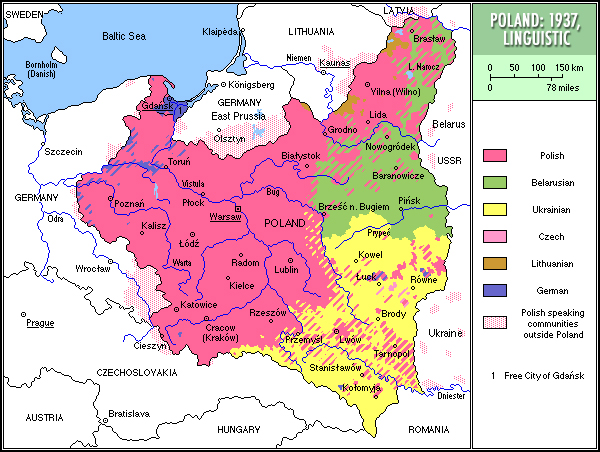
Bevölkerungsstruktur in Polen 1937

Die Zwangsumsiedlung von Polen und Ukrainern aus von der Sowjetunion beanspruchten Gebieten östlich der Curzon-Linie 1944–1946 war eine Vertreibung, also eine Zwangsmigration, die auch als „Westverschiebung Polens“ interpretiert worden ist. Dabei wurden 1,7 Millionen Polen und Ukrainer ermutigt oder gezwungen, aus ihrer Heimat im von 1939 bis 1941 und wieder ab 1944 sowjetisch besetzten Ostpolen in die so genannten „wiedergewonnenen Gebiete“ (polnisch Ziemie Odzyskane) umzusiedeln, die vorher unter anderem als Ostpreußen, Hinterpommern, Schlesien und Danzig zum Deutschen Reich gehört hatten. Die ursprünglich dort ansässige deutsche Bevölkerung war geflohen oder vertrieben worden.

## Geschichte
Die Umsiedlungen weiter Bevölkerungsteile aus den alten östlichen Gebieten Polens waren überwiegend, wenn auch nicht nur Folge des Zweiten Weltkrieges. Weiter waren sie auch Konsequenz eines alten ethnischen Konfliktes, der bis in das 19. Jahrhundert zurückreichte. Es war sowohl das Ziel Großbritanniens als auch der polnischen Kommunisten, ein Ende der Minderheitenproblematik durch einen zwangsweise herbeigeführten Bevölkerungsaustausch herbeizuführen. Der Idee eines homogenen polnischen Staates fühlten sich die polnischen Kommunisten auch in der Nachkriegsära und in der Integrationspolitik gegenüber den sog. Repatrianten verpflichtet. Die Integrationspolitik in Polen wurde daher weniger als ein Beitrag zur allgemeinen Gesellschafts- oder Sozialpolitik verstanden, sondern erstreckte sich in ihrer Zielsetzung und in ihren dahingehend angepassten Maßnahmen vielmehr auf eine nationenbildende Staatspolitik.
Mit dieser Politik wurde die für das östliche Mitteleuropa bislang so typische Mischung der Nationalitäten und Konfessionen beseitigt; sie zielte darauf ab, Polen und die auf dem Territorium des historischen Polenreiches entstandenen Staatswesen der Litauer, Weißrussen und Ukrainer zu homogenen Nationalstaaten umzubilden. Erst durch die gewaltsame Volkstumstrennung wurde die Einführung der gesamten Sprachgebiete der Litauer, Weißrussen und Ukrainer in die Sowjetunion gesichert, und erst damit erhielt die lang umstrittene Curzon-Linie den Charakter einer wirklichen Volkstumsgrenze. Diese Linie, die durch Polen verlief, wurde am 23. August 1939 in einem geheimen Zusatzprotokoll zum Deutsch-sowjetischen Nichtangriffspakt als Grenze der jeweiligen Interessensphären festgelegt. Nach dem deutschen Überfall auf Polen am 1. September und der sowjetischen Besetzung Ostpolens am 17. September 1939 bildete sie die Grenzen beider Machtbereiche (Vierte Teilung Polens).
Während des Deutsch-Sowjetischen Krieges legte Josef Stalin im Juli 1944 fest, dass die Curzon-Linie mit einigen Abweichungen auch nach dem Sieg über das nationalsozialistische Deutschland die Grenze zwischen der Sowjetunion und einem wiederherzustellenden Polen sein sollte. Für die 180.000 km² (47 % seines Staatsgebietes), die es durch die Annexion Ostpolens verloren hatte, sollte es durch die 103.000 km² der Ostgebiete des Deutschen Reiches entschädigt werden, in denen größtenteils keine nennenswerte polnische Bevölkerung ansässig gewesen war. Diesem Vorhaben stimmten die Westmächte im Februar 1945 auf der Konferenz von Jalta zu. Auch die polnischen Kommunisten waren einverstanden.
Den neuen Grenzen sollte die Bevölkerung bzw. ihre Nationalität angepasst werden. Dies bedeutete im Westen eine Aussiedlung nahezu der gesamten, beinahe ausschließlich deutschen Bevölkerung und eine Umsiedlung der polnischen Bevölkerung aus dem Osten. Die Einnahme Ostdeutschlands und Danzigs durch die polnische Staatsgewalt begann bereits am 30. März 1945, noch vor dem Potsdamer Abkommen mit der Schaffung der Woiwodschaft Danzig, der die Schaffung der Verwaltungsbezirke Masuren, Pommern und Schlesien folgte. Diese von der polnischen Propaganda als Wiedergewonnene Gebiete bezeichneten Landesteile unterstanden seit dem 13. November 1945 einem eigenen Ministerium, dem der stellvertretende Ministerpräsident Władysław Gomułka vorstand. Ziel dieser Behörde und damit für lange Zeit zunächst vorrangiges Ziel der polnischen Politik gegenüber den Umsiedlern war, die neuen polnischen Staatsteile polnisch zu besiedeln. Bereits Ende 1944 trafen die ersten Transporte mit polnischen Umsiedlern in den „wiedergewonnenen Gebieten“ ein. Mehrere hunderttausend Ostpolen flohen auch vor dem Terror der Ukrainischen Aufständischen Armee und der Organisation Ukrainischer Nationalisten, die eine unabhängige Ukraine erzwingen wollten.
Anzahl der übersiedelten Personen (1944–1947)
| Herkunft der übersiedelten Personen                                                            | Schätzung der Anzahl der zur Übersiedlung qualifizierten Personen | Schätzung der Anzahl der zur Übersiedlung qualifizierten Personen | Schätzung der Anzahl von nach Polen übersiedelten Personen | Schätzung der Anzahl von nach Polen übersiedelten Personen | Prozentualer Anteil der übersiedelten Personen | Prozentualer Anteil der übersiedelten Personen |
| Herkunft der übersiedelten Personen                                                            | min.                                                              | max.                                                              | min.                                                       | max.                                                       | min.                                           | max.                                           |
| ---------------------------------------------------------------------------------------------- | ----------------------------------------------------------------- | ----------------------------------------------------------------- | ---------------------------------------------------------- | ---------------------------------------------------------- | ---------------------------------------------- | ---------------------------------------------- |
| Ukrainische SSR                                                                                | 854.809                                                           | 854.809                                                           | 772.564                                                    | 772.564                                                    | 90,4 %                                         | 90,4 %                                         |
| Weißrussische SSR                                                                              | 520.355                                                           | 535.284                                                           | [0]226.315                                                 | [0]273.502                                                 | 42,3 %                                         | 51,1 %                                         |
| Litauische SSR                                                                                 | 379.498                                                           | 383.135                                                           | 171.158                                                    | 197.156                                                    | 45,1 %                                         | 51,5 %                                         |
| Sonstige Migrationen (Flucht vor der Front 1944, Mobilisierung in die Berling-Armee 1944–1945) | —                                                                 | —                                                                 | 300.000                                                    | 300.000                                                    | —                                              | —                                              |
| Flucht vor den ethnischen Säuberungen der ukrainischen Nationalisten 1942–1944                 | —                                                                 | —                                                                 | 300.000                                                    | 300.000                                                    | —                                              | —                                              |
| Insgesamt                                                                                      | 1.754.6620.                                                       | 1.773.2280.                                                       | 1.770.0370.                                                | 1.843.2220.                                                |                                                |                                                |

## Bezeichnung
Zunächst stand für die Gruppe der aus den ehemals östlichen Gebieten Polens umgesiedelten Personen der generellere Begriff polnisch ewakuowany, „Evakuierte“. Sowohl polnische als auch sowjetische Behörden benutzten 1944 für die Umsiedlung der ostpolnischen Bevölkerung den Terminus Evakuierung und die Repräsentanten der polnischen Regierung in den Aussiedlungsgebieten nannten sich selbst „Evakuierungsbevollmächtigte“. Die Verträge der PKWN (Polski Komitet Wyzwolenia Narodowego) mit den Ukrainischen, Litauischen und Weißrussischen Sowjetrepubliken, mit denen im September 1944 der gegenseitige Austausch von ethnischen Bevölkerungsteilen beschlossen wurde, hießen Evakuierungsverträge. Noch im gleichen Jahr wurden diese polnischen Umsiedler aus den ehemaligen Ostgebieten Polens in der Amtssprache repatrianci (Repatrianten) genannt und die Umsiedlungen hießen in der Folge offiziell Repatriierungen. Zudem gab es ein Staatliches Repatriierungsamt, das sich mit der Umsiedlung der Polen zu beschäftigen hatte. Auf den irreführenden Charakter der Begriffe wurde in der Literatur an unterschiedlichen Stellen aufmerksam gemacht. Doch in die Heimat zurückgekommen waren diese Polen aus den abgetretenen Ostgebieten tatsächlich nicht, denn ihre Vorfahren waren seit Jahrhunderten in den Gebieten östlich des Bug ansässig gewesen. Der Historiker Philipp Ther lehnt die Bezeichnung Repatrianten daher ab:

„Der Zynismus dieses Terminus übertrifft noch den aktivistischen Umsiedlerbegriff, denn die polnischen Vertriebenen wurden nicht in die angestammte Heimat zurückgeführt, sondern aus ihr entfernt. Die ‚Repatrianten‘ kamen nicht in die Patria zurück […], sondern sie wurden in die ehemals deutschen Ostgebiete vertrieben. Die ‚Vertreibung in die Fremde‘ markiert einen wesentlichen Unterschied in der Geschichte der polnischen gegenüber den deutschen Vertriebenen […].“

Der Historiker Timothy Snyder nennt die Bezeichnung Repatrianten einen Euphemismus, in Wahrheit sei es eine ethnische Säuberung gewesen.

## Integrationspolitik gegenüber den Umsiedlern
Betrachtet man die polnische Integrationspolitik, so ist es wichtig, die Repatrianten von anderen Gruppen zu unterscheiden. Die Repatrianten sind zunächst von den polnischen Reemigranten zu trennen. Bei den Reemigranten handelte es sich um solche Polen, die aus dem Westen, etwa als Verschleppte bzw. Kriegsgefangene aus Deutschland oder als Arbeiter aus Frankreich, nach Polen zurückkamen. Eine dritte Gruppe bilden die sogenannten Autochthonen. Sie waren in ihrer Mehrheit zweisprachig (deutsch-polnisch), trugen überwiegend polnische Namen und galten der neuen polnischen Staatsmacht als eigentlich polnisch und nur oberflächlich germanisiert. Die Autochthonen schienen der damaligen polnischen Minderheitenpolitik in besonderer Weise geeignet, den polnischen Charakter der gewonnenen Gebiete im Westen zu festigen. Ihre 1945–1946 durch eine spezielle Kommission erfolgte Verifizierung als Polen diente der staatlichen und ethnischen Polonisierung der erworbenen Gebiete.
Die eigentlichen Umsiedlungen waren in erster Linie durch erhebliche logistische Schwierigkeiten und Mängel gekennzeichnet. Der Transport von 787.000 Menschen im Rahmen der in den polnisch-sowjetischen Evakuierungsverträgen geregelten Umsiedlungen erforderte erhebliche Transportkapazitäten. Erschwerend zu der großen Zahl an zu Befördernden kam der Umstand hinzu, dass die Verträge vorsahen, den Polen die Mitnahme des Hausrats, der Möbel und des gesamten Viehs zu gestatten. Für eine Umsiedlung dieses Ausmaßes konnte die polnische Verwaltung jedoch nicht ausreichende Kapazitäten an Eisenbahnwaggons zur Verfügung stellen. Die Folge war, dass die Umsiedler oft Wochen und Monate an den Verladestationen warteten, um anschließend sogar in offenen Waggons abtransportiert zu werden. Nach Bekanntwerden dieser Umstände weigerten sich viele Umsiedler, den Weg nach dem von der polnischen Führung so verheißenen Westen auch wirklich anzutreten; und dies, obwohl sie weiterhin von den Terroraktionen der ukrainischen Nationalisten betroffen waren. Der polnische Staat reagierte mit Hilfe der Roten Armee mit Druck sowohl gegen die Ukrainer als auch gegen die umsiedlungsunwilligen Polen: Um die Partisanenaktionen der Ukrainischen Aufstandsarmee (UPA) zu bekämpfen, wurde der Sicherheitsapparat ausgebaut und die polnische Volksarmee unter massiver Hilfe durch die Rote Armee verstärkt. Diese Kräfte wurden auch zu Einschüchterungen der Bevölkerung und zur Steuerung der Umsiedlungen benutzt. Im Einzelnen konnte dieser staatliche Druck gegenüber den Umsiedlern so aussehen, dass die Behörden ab Herbst 1945 zahlreiche Personen ins Landesinnere regelrecht deportierten, Wohnungen samt Hausrat und Möbeln beschlagnahmten, Lebensmittelkarten sperren ließen oder schlichtweg physische Gewalt anwendeten, um Aussiedlungsunwillige zur Ausreiseregistrierung zu zwingen.

### Haltung des polnischen Staates gegenüber den Umsiedlern
Es bleibt angesichts einer derartigen Form der Umsiedlung, bei deren Durchführung sich die Umsiedler mehr als Objekte einer Deportation denn als Subjekte einer Umsiedlung betrachteten, zu fragen, wie die generelle Haltung des polnischen Staates gegenüber seinen sog. Repatrianten war. Der Behandlung der Umgesiedelten entsprach anfänglich auch die Bewertung der polnischen Behörden. Die Umsiedler wurden als schlechtes oder gar destruktives Siedlungselement gesehen, das nicht in der Lage sei, den Aufgaben Polens in den neuen Westgebieten mit Pioniergeist und Organisationstalent gerecht zu werden. Dahinter verbarg sich die Furcht der polnischen Kommunisten, dass es sich bei den aus Ostpolen Umgesiedelten um Feinde des Realsozialismus und der Sowjetunion handeln könnte. Die Umsiedler ihrerseits waren aufgrund ihrer regionalen Herkunft, der spezifisch ländlichen Sozialisation und aufgrund ihrer Erfahrungen während der sowjetischen Besetzung Ostpolens in der Tat keine Freunde von Sozialismus, Kommunismus und Kollektivierung und traten der auf Kollektivierung ausgerichteten polnischen Eigentums- und Agrarpolitik mit Ablehnung gegenüber. Bei der misstrauischen Bewertung der Umsiedler durch die polnischen Behörden dürfte die Erinnerung an deren soziale Herkunft – grundbesitzender Adel und Bürgertum bzw. katholisch-konservative Landbevölkerung – eine wohl nicht unwichtige Rolle gespielt haben. Der bewusste Bruch mit allen Traditionen der Zweiten Polnischen Republik war jedoch ein erstes Ziel der kommunistischen Gesellschaftspolitik, insbesondere auch der Siedlungspolitik des Ministeriums für die wiedergewonnenen Gebiete. Die negative Bewertung der Umsiedler durch die offiziellen Stellen wandelte sich erst in dem Moment in offenkundiges Lob, als sich diejenigen, auf welche die polnische Politik bei der Polonisierung der neuen Westgebiete große Hoffnungen gesetzt hatte, die Umsiedler aus Zentralpolen nämlich, als Enttäuschung herausstellten: Eine größere Anzahl von Zentralpolen kehrte den ehemaligen deutschen Provinzen den Rücken und siedelte in die alte Heimat um. Nunmehr wurden die verbliebenen Umsiedler aus dem ehemaligen Ostpolen als ein dauerhaftes Siedlungselement anerkannt.
Ziel der kommunistischen Gesellschaftspolitik war der Bruch mit der Zweiten Republik und die Schaffung eines ethnisch homogenen Staates. Oberstes Ziel der Politik gegenüber den Umsiedlern in den neuen Westgebieten war daher eine schnelle Integration und Assimilierung in die neu zu schaffende kommunistisch-polnische Gesellschaft. Jedoch betrachtete die polnische Regierung die Integration der Umsiedler nicht als Selbstzweck bzw. primäre Aufgabe des Staates; vielmehr erschien ihr dies Aufgabe der Umsiedler selbst zu sein. Man erblickte darin die Verpflichtung der ehemaligen Ostpolen, die neuen Westgebiete durch ihre bloße Anwesenheit für das neue polnische Staatswesen zu sichern und in kultureller Hinsicht zu polonisieren. Am Anfang der Integration stand die Einbürgerung der Umsiedler. Wie dies in den unterschiedlichen konkreten Fällen vonstatten lief, verdeutlicht Ther:

„Im Falle der polnischen Vertriebenen war die Anerkennung als polnische Staatsbürger relativ simpel und durch die Evakuierungs- bzw. Repatriierungsverträge vorgegeben. Durch die Evakuierung tauschten sowjetische Bürger polnischer oder jüdischer Abkunft, die zum 1. September 1939 polnische Staatsbürger gewesen waren und denen die Sowjetunion nach der Annektion der polnischen Ostgebiete die sowjetische Staatsbürgerschaft aufgezwungen hatte, automatisch die sowjetische gegen die polnische Staatsbürgerschaft. In Litauen durften sich auch ethnische Polen zur Evakuierung melden, die vor dem Zweiten Weltkrieg litauische Staatsbürger gewesen waren.“

Im Vordergrund der polnischen Politik stand nicht so sehr die für andere Ostblockstaaten übliche egalitäre Gesellschaftspolitik; vielmehr stand im Vordergrund des polnischen Kommunismus der spezifisch polnische Nationalismus, wie er sich aufgrund der historischen Erfahrungen mit den Nachbarn im Allgemeinen und aufgrund der kriegerischen Auseinandersetzungen mit den Nachbarn im Verlauf des Zweiten Weltkrieges im Besonderen herausgebildet hatte. Das Wort Nation trat vor anderen gesellschaftspolitischen oder klassenhaften Begriffen in den Vordergrund des Wortschatzes polnischer Kommunisten. Dieser polnische Nationalismus kommunistischer Couleur fand seinen besonderen Ausdruck in der Doktrin der „wiedergewonnenen Gebiete“, in der man nicht von der Polonisierung der ehemaligen deutschen Ostprovinzen sprach, sondern von deren Repolonisierung und damit unterstellte, dass sich das ganze Gebiet jemals in polnischer Hand befunden habe. Die kommunistische Propaganda vermittelte so den Repatrianten den Eindruck, sie besiedelten nach jahrhundertelanger Fremdherrschaft erstmals wieder urpolnisches Land. Egalisierende Zielvorstellungen kannte die Gesellschaftspolitik Polens gegenüber den Repatrianten anders als beispielsweise die Vertriebenenpolitik in der SBZ/DDR gegenüber den deutschen Vertriebenen nicht. Die Besiedlung der „wiedergewonnenen Gebiete“ (Ziemie Odzyskane) wurde als nationale Aufgabe bezeichnet, als Pionierdienst an der polnischen Nation.

### Maßnahmen der polnischen Integrationspolitik
Oberster Grundsatz aller Maßnahmen der polnischen Politik war, dass die Repatrianten nicht anders behandelt wurden als andere Umsiedler und Reemigranten mit der Folge, dass relative materielle Nachteile, die den ehemaligen Bewohnern der polnischen Ostgebiete durch die Umsiedlung in die neuen Westgebieten entstanden waren, nicht ausgeglichen wurden. Generell wurde eine weitreichende Maßnahmenpalette in der Integrationspolitik angewandt. Sie umfasste sowohl indirekte und direkte Umverteilungspolitik als auch die Neuverteilung von Ressourcen.
Die sozialkaritative Ausrichtung der Integrationspolitik gegenüber den Umsiedlern ermöglichte diesen einen bescheidenen Lebensstandard, der allerdings nicht mit dem höheren Lebensstandard der übrigen Bevölkerung des neuen polnischen Staates zu vergleichen war. Dies kann als unmittelbare Folge des Verzichts auf eine sozialpolitische Angleichungszielrichtung in der polnischen Integrationspolitik betrachtet werden. Ein redistributiver Charakter in der Integrationspolitik Polens kam viel weniger zum Vorschein als in der Vertriebenenpolitik der DDR. Dabei profitierte die Volksrepublik zwar zunächst davon, dass umfangreiche Vermögenswerte aufgrund der Enteignung der deutschen Bevölkerung für eine Neuverteilung zur Verfügung standen, doch wurden diese Verteilungsspielräume einer redistributiven Politik in Polen 1946 drastisch geringer, weil die Staatsregierung den eingetretenen Status quo bei der Verteilung des Eigentums in den neuen Westgebieten bestätigte.
Generell kann jedoch davon gesprochen werden, dass es Umsiedler im Jahre 1948 gab, die aufgrund der Maßnahmen polnischer Politik besser lebten, als dies 1945 in ihrer alten Heimat Ostpolen oder zum Zeitpunkt ihrer unmittelbaren Ankunft in den Westgebieten der Fall gewesen ist. Mit dem Einsetzen des Stalinismus im Jahre 1948 auch in Polen und den damit einhergehenden sozialen und ökonomischen Veränderungen gingen jedoch viele erreichte wirtschaftliche Fortschritte der Repatrianten wieder verloren. Insgesamt verließ im Zuge des gesamten Politikwechsels in Polen auch die Integrationspolitik zunehmend ihre konstruktive Grundlage und wurde repressiv.

### Staatsangehörigkeit
1938 war 75.000 seit über fünf Jahren im Ausland ansässigen polnischen Ausgewanderten – großteils Juden – auf Basis des am 31. März 1938 erlassenen Gesetzes über den Entzug der Staatsbürgerschaft die polnische Staatsbürgerschaft entzogen worden. Im Gesetz über die polnische Staatsangehörigkeit vom 8. Januar 1951 wurde die Rechtswirkung eines solchen Entzuges gegenüber Personen, die am Tag des Inkrafttretens dieses Gesetzes ihren Wohnsitz in Polen hatten, aufgehoben. Mit dem Gesetz über die polnische Staatsangehörigkeit vom 15. Februar 1962 erwarben später alle diejenigen Personen, die als Repatrianten nach Polen gekommen waren, kraft des Gesetzes die polnische Staatsangehörigkeit.